# Aponeurosis plantar
La aponeurosis plantar o fascia plantar es una estructura anatómica formada por tejido conjuntivo que se encuentra situada en la planta del pie, por debajo de la piel. Se fija en la parte de atrás al talón y por delante a las primeras falanges de los dedos, formando un arco que contribuye a transmitir la fuerza necesaria para realizar la propulsión del pie desde atrás hacia delante. También ayuda a sustentar el arco plantar.
Si la aponeurosis plantar es demasiado corta, el arco plantar tiende a ser más alto, por el contrario cuando la aponeurosis es más larga de lo normal, el pie tiende a ser plano. La inflamación de esta estructura anatómica produce una enfermedad conocida como fascitis plantar, proceso muy frecuente que provoca dolor en la planta del pie durante la marcha.

## Anatomía
Está formada por una gruesa lámina de color blanquecino y aspecto nacarado, constituida por la superposición de varias capas de tejido fibroso. En la parte posterior, surge de la apófisis medial del hueso calcáneo en el talón, mientras que en su porción anterior se divide en cinco lengüetas que se insertan en las primeras falanges de cada dedo, previamente se bifurcan para permitir el paso de los tendones de los músculos flexores de los dedos del pie.